# Yūichi Hirano
Yūichi Hirano (japanisch 平野 佑一 Hirano Yūichi; * 11. März 1996 in der Präfektur Tokio) ist ein japanischer Fußballspieler.

## Karriere
Hirano erlernte das Fußballspielen in den Jugendmannschaften vom Kinder SC Yoshimitsu und Tokyo Verdy sowie in der Schulmannschaft der Kokugakuin Kugayama High School und der Universitätsmannschaft der Kokushikan-Universität. Seinen ersten Vertrag unterschrieb er 2018 bei Mito HollyHock. Der Verein aus Mito spielte in der zweiten japanischen Liga. Für Mito absolvierte er 68 Zweitligaspiele. Anfang August 2021 wechselte er zum Erstligisten Urawa Red Diamonds. Am 19. Dezember 2021 stand er mit dem Klub im Endspiel des Kaiserpokals, dass man mit 2:1 gegen Ōita Trinita gewann. 2022 gewann er mit den Urawa Red Diamonds den japanischen Supercup. Das Spiel gegen den Meister von 2021, Kawasaki Frontale, gewann man am 12. Februar durch zwei Tore von Ataru Esaka mit 2:0. Nach 28 Ligaspielen wechselte er im Januar 2024 zum ebenfalls in der ersten Liga spielenden Cerezo Osaka.

## Erfolge
Urawa Red Diamonds
- Japanischer Pokalsieger: 2021
- Japanischer Supercup-Sieger: 2022